# Mikroregion Polabí (okres Nymburk)
Mikroregion Polabí je dobrovolným sdružení obcí z okresu Nymburk, jehož cílem je koordinovat práci jednotlivých obcí na rozšiřování povědomí veřejnosti, podnikatelů i turistů o tuto část Polabí.

## Členové
Členy sdružení jsou tato sídla:
- Bříství
- Dvorce
- Jiřice
- Kounice
- Lysá nad Labem
- Ostrá
- Milovice
- Přerov nad Labem
- Semice
- Stará Lysá
- Starý Vestec
- Stratov